# Kiss Kálmán (lelkész)
Hegymegi Kiss Kálmán (Porcsalma, 1843. augusztus 14. – Nagykőrös, 1913. október 31.) református lelkész, tanítóképző intézeti igazgató, egyháztörténeti szakíró.
Hivatásában buzgó, a munkában fáradhatatlan, a tanártársai, tanítványai iránt való szeretetben kiapadhatatlan volt.

## Élete
Kiss Kálmán 1843-ban született a Szatmár vármegyei Porcsalmán, Kiss Áron református püspök fiaként. Féltestvére Kiss Áron pedagógiai szakíró. Középiskolai tanulmányait Szatmáron, Lőcsén és Sárospatakon végezte. Tanulmányai befejezése után két évig apja mellett volt Porcsalmán káplán, majd 1868-ban a mándi református egyház papja lett. 1875-ben lemondott a papi pályáról és a nagykőrösi református tanítóképző tanára lett, majd 1883-tól igazgatója; 1904–1907 között a református zsinat tagja.

## Munkássága
Számos történelmi, gazdasági, vallástudományi cikket és több tankönyvet írt, elemi és középiskolák és tanítóképzők számára és egy imakönyvet is Élőreménység címen.

## Munkái
- A vetési reform egyháztörténete, Kecskemét, 1875.
- A szatmári reform egyházmegyei története. Uo. 1878. (E munkáért a szatmári ev. ref. egyházmegye tiszteletbeli tanácsbiróvá választá. Lenyomatok e munkából: a Botpaládi, Csengeri, Fehér-Gyarmati, Nagy-Szekeresi, Porcsalmai, Mándi és Szamos-Dobi ref. egyházak történetei.)
- A bibliai könyvek története és symbolika. Függelékül: a magyar ref. templomi énekeskönyv ismertetéséhez. Kézikönyv a VI. gymn. osztály számára. Kiadja a dunamelléki ref. egyházkerület. Uo. 1878. (2. kiadás. Bpest, 1888. 3. kiadás. Uo. 1892.)
- Báthori Zsófia életrajza. Nagybánya, 1879. (Különnyomat a M. Prot. Egyh. és Isk. Figyelőből.)
- Mezei gazdaság- és kertészettan. Tanítóképezdék számára. Bpest, 1880. (2. kiadás ábrákkal 1884., 3. kiadás 1890. és lenyomat 1894. Uo.)
- Mezei gazdaság és kertészettan. A népiskolák számára. Uo. 1880. (Kis Tükör, népiskolai kézikönyvek tára, 2. kiadás ábrákkal 1884. 3. bőv. és jav. kiadás 1889. ism. Néptanítók Lapja, új lenyomata 1893. Uo.)
- Bevezetés az ev. reform. keresztyén vallásra. Vezérkönyv az elemi iskolai I. és II. oszt. tanítói számára. Kiadja a dunántúli ref. egyházkerület. Uo. 1882.
- Reform. keresztyén vallástudomány. (Hit- és erkölcstan.) Gymnasiumok, tanítóképezdék és polgári iskolák számára. Uo. 1883. (2. átdolg. kiadás 1891. Uo.)
- Magyarország történelme. Kézikönyv középiskolák és tanítóképezdék számára. Uo. 1885.
- Világtörténelmi kézikönyv. Az ó-, közép- és új-kor történelme. Gymnasiumi IV-VI. osztályok és tanítóképezdék számára. Uo. 1886. Két kötet.
- Az ev. reform. keresztyén egyház kultusza és szervezete Magyarországon. Kézikönyvtan képezdék számára. Nagy-Kőrös, 1885. (2. kiadás. Uo. 1894.)
- Ref. ker. vallástni kézikönyvek osztatlan elemi népiskolák I-VI. oszt. számára. Bpest, 1892.
- Vallástani vezérfonal ismétlő iparos tanulók és felső népiskolák részére. Uo. 1892.
- Élő reménység. Imádságos könyvecske. Uo. 1895. (Lenyomat 1897. Uo.)
- A nagykőrösi és dunamelléki ev. reform. tanítóképzőintézet monographiája. Nagy-Kőrös, 1896.
- Visszapillantás a magyar nemzet ezeréves multjára. (Ünnepi beszéd.) Uo. 1896.